# 小行星7557
小行星7557是一颗围绕太阳公转的小行星。1982年3月21日，亨利·德波鸿诺在拉西拉天文台发现了此天体。
这颗小行星的绝对星等为298.303663925192等。